# Alto Lagunas
Alto Lagunas es un caserío peruano ubicado en el distrito de Lagunas, perteneciente a la provincia de Ayabaca del departamento de Piura, al norte del Perú. 

## Ubicación
Alto Lagunas se ubica al centro de la provincia de Ayabaca, en el distrito de Lagunas, en el departamento de Piura.

## Demografía
En 2017 Alto Lagunas tenía una población de 63 habitantes.
| Gráfica de evolución demográfica de Alto Lagunas entre 1993 y 2017 |
|                                                                    |
| Fuentes: Población 1993 y 2017                                     |